# Jan Świerkowski
Jan Świerkowski (ur. 1984 w Szczecinie) – polski popularyzator nauki i kurator projektów łączących naukę i sztukę.

## Życiorys
W 2009 w ramach Międzynarodowego Roku Astronomii UNESCO założył wspólnie z artystami i naukowcami z Torunia grupę artystyczną Instytut B61, której jest liderem i kuratorem. W ramach działalności grupy stworzył 19 działań artystycznych w Polsce i na Świecie łączących naukę i sztukę. Wystąpili w nich m.in. Tomasz Stańko, Stanisław Tym, Michał Urbaniak i Organek.   
W 2010 ukończył astronomię na Uniwersytecie Mikołaja Kopernika w Toruniu, którego jest obecnie honorowym ambasadorem.  
W 2012 stanął na czele międzynarodowego projektu artystycznego Cosmic Underground, współfinansowanego przez Komisję Europejską w ramach programu Kultura 2007–2013. Projekt inspirowany Teorią Względności Alberta Einsteina obejrzało ok. 20 tys. ludzi. Artyści z Polski, Łotwy, Estonii i Portugalii przez dwa miesiące jeździli pociągiem, zatrzymując się na dworcach europejskich metropolii. Spektakl site-specific o przygodach „genialnego naukowca” Josepha Brewstera, który bada zagadnienia związane z upływem czasu, przyciągnął widzów od Tallinna po portugalskie Guimarães. W 2013 uhonorowany stypendium Ministra Kultury i Dziedzictwa Narodowego. W tym samym roku wspólnie z raperem L.U.C. stworzył teledysk „Bozon Higgsa” promujący wystawę „Wszechświat i cząstki” w Centrum Nauki Kopernik w Warszawie.  
W 2014 zorganizował i był kuratorem pierwszego w historii Festiwalu Kultury Polskiej w Portugalii. Spektakl pt. „Ewolucja Gwiazd” w jego reżyserii pokazywany był m.in. podczas 40. Reminescencji Teatralnych w Krakowie, 37. Przeglądu Piosenki Aktorskiej we Wrocławiu oraz Festiwalu The Story of Space w Panjim, w Indiach. Od 2016 jest członkiem ośrodka badawczego Research Centre for Communication and Culture w Lizbonie i stypendystą portugalskiej Fundação para a Ciência e a Tecnologia. 
W 2018 uhonorowany tytułem Popularyzator Nauki 2017 w kategorii animator przez Polską Agencją Prasową oraz Ministerstwo Nauki i Szkolnictwa Wyższego. 

## Działalność społeczna
Od 2005 jest członkiem Fundacji Platon im. Kuby Rumińskiego, a od 2011 Prezesem Zarządu tejże fundacji. W latach 2011–2017 był koordynatorem ogólnopolskiego programu stypendialnego Pasjopolis, nagrodzonego w 2014 w ogólnopolskim konkursie Dobre Stypendia w kategorii Lokalne NGO.  